# Quatsino Sound
Quatsino Sound är en vik i Kanada.   Den ligger i provinsen British Columbia, i den sydvästra delen av landet, 3 800 km väster om huvudstaden Ottawa.
I omgivningarna runt Quatsino Sound växer i huvudsak barrskog. Trakten runt Quatsino Sound är nära nog obefolkad, med mindre än två invånare per kvadratkilometer.